# RNLS
RNLS (англ. Renalase, FAD dependent amine oxidase) – білок, який кодується однойменним геном, розташованим у людей на короткому плечі 10-ї хромосоми. Довжина поліпептидного ланцюга білка становить 342 амінокислот, а молекулярна маса — 37 847.
| 10         |  | 20         |  | 30         |  | 40         |  | 50         |
| ---------- |  | ---------- |  | ---------- |  | ---------- |  | ---------- |
| MAQVLIVGAG |  | MTGSLCAALL |  | RRQTSGPLYL |  | AVWDKAEDSG |  | GRMTTACSPH |
| NPQCTADLGA |  | QYITCTPHYA |  | KKHQRFYDEL |  | LAYGVLRPLS |  | SPIEGMVMKE |
| GDCNFVAPQG |  | ISSIIKHYLK |  | ESGAEVYFRH |  | RVTQINLRDD |  | KWEVSKQTGS |
| PEQFDLIVLT |  | MPVPEILQLQ |  | GDITTLISEC |  | QRQQLEAVSY |  | SSRYALGLFY |
| EAGTKIDVPW |  | AGQYITSNPC |  | IRFVSIDNKK |  | RNIESSEIGP |  | SLVIHTTVPF |
| GVTYLEHSIE |  | DVQELVFQQL |  | ENILPGLPQP |  | IATKCQKWRH |  | SQVTNAAANC |
| PGQMTLHHKP |  | FLACGGDGFT |  | QSNFDGCITS |  | ALCVLEALKN |  | YI         |

A: Аланін

C: Цистеїн

D: Аспарагінова кислота

E: Глутамінова кислота

F: Фенілаланін

G: Гліцин

H: Гістидин

I: Ізолейцин

K: Лізин

L: Лейцин

M: Метіонін

N: Аспарагін

P: Пролін

Q: Глутамін

R: Аргінін

S: Серин

T: Треонін

V: Валін

W: Триптофан

Кодований геном білок за функцією належить до оксидоредуктаз. 
Задіяний у такому біологічному процесі, як альтернативний сплайсинг. 
Білок має сайт для зв'язування з НАД, НАДФ, ФАД, флавопротеїном. 
Секретований назовні.